# Вилюш, Мацей
Ма́цей Ви́люш (пол. Maciej Wilusz; род. 25 августа 1988 или 25 сентября 1988, Вроцлав) — польский футболист, защитник клуба «Ракув».

## Карьера
Мацей Вилюш родился в Вроцлаве, где и вырос. Прошёл через все молодёжные команды клуба «Шлёнск», прежде чем перейти в 2005 году в голландский «Херенвен». Сначала числился только в молодёжной команде, но в 2007 году стал привлекаться к тренировкам с основным составом.
8 июня 2017 года подписал контракт на 3 года с российским клубом «Ростов». В январе 2020 года покинул «Ростов» и в качестве свободного агента перешёл в «Урал». Спустя полгода покинул команду.
С августа 2020 года — игрок «Ракува».

## Достижения
«Белхатув»
- Чемпион Польши (Первая лига): 2013/14

«Лех»
- Чемпион Польши: 2014/15
- Суперкубок Польши (2): 2015, 2016